# N281 (België)
De N281 is een gewestweg in Oudergem, België tussen de N3 en de N4. De weg heeft een lengte van ongeveer 1,5 kilometer en verloopt via de Tervuursesteenweg.
De gehele weg bestaat uit twee rijstroken in beide rijrichtingen samen.